# 자기 고양
자기 고양(Self-enhancement)은 자기 자신에 대하여 좋은 느낌을 갖게 하고 자존감(self-esteem)을 유지하도록 작동하는 동기부여(motivation)의 한 유형이다. 이러한 동기는 자존감에 대한 위협, 실패, 타격이 가해지는 상황에서 특히 두드러진다. 자기 고양은 부정적인 자기관(self-view)보다 긍정적인 자기관으로 바꾸는 선호를 동반한다.
자기 고양, 정확한 자기 개념으로 끌고 가려는 성향인 자기 평정(self-assessment), 자기 정체성과 알맞은 자기 개념으로 끌고 가려는 성향인 자기 검증(self-verification), 이 세 가지는 자기 평가 동기(self-evaluation motives)가 된다.
자기 평가 동기는 어떻게 자신의 행동을 통제하고 지시할 지를 의미하는 자기 조절(self-regulation) 과정을 추동한다.
사람들이 개인의 가치감(sense of personal worth)을 고양하는데 사용할 수 있는 전략이 다양하다. 예를 들어, 사람들은 자신이 부족한 스킬을 경시할 수도 혹은 비교하였을 때 더 나아 보이는 타인을 비난할 수도 있다. 사람들은 스스로 긍정적인 특질을 더 많이 갖추고 있고 타인보다 부정적인 특질이 더 적다고 자신을 생각하는 경향에서 이러한 전략은 성공적이다. 비록 자기 고양은 낮은 자존감을 갖춘 사람은 물론 높은 자존감을 갖춘 사람에게도 보이지만, 이 두 그룹은 다른 전략을 사용한다. 높은 자존감의 소유자는 한 쪽으로 치우친 방식으로 새로운 정보를 처리함으로써 자기 개념을 직접 고양한다. 낮은 자존감의 소유자는 자신의 부정적인 특성이 주목받을 상황을 피하는 방식 등으로 보다 간접적인 전략을 사용한다.
자기 고양이 개인에게 이득을 주는지, 자기 고양이 문화적으로 보편적인지 아니면 서구 개인주의에만 특정된 것인지 여부는 논쟁 중이다.

## 등급
자기 고양은 다양한 상황에서 다양한 외양으로 발생할 수 있다. 자기 고양의 일반적인 동기는 여러 근본적인 설명이 있는데, 각각은 상황에 따라 조금씩 지배적일 수가 있다.
자기 고양에 관한 설명은 서로 다른 조합 상황에서 발생할 수 있다. 자기 고양은 관찰된 효과만큼 발생하는 것 없이, 기본적인 동기나 성격 특성으로 나타날 수 있다.
자기 고양의 범위와 유형은 여러 차원에서 다양하다.

### 자기 향상 대 자기 보호
자기 고양은 자기 향상(self-advancement) 혹은 자기 보호(self-protection)를 통하여 발생할 수 있는데, 이는 곧 자기 개념의 긍정성을 고양하거나 자기 개념의 부정성을 줄이는 것으로 자기 고양이 나타난다는 것이다. 자기 보호는 부정성 회피가 긍정성 독려보다 중요하다고 한다면, 두 가지 동기 중 더 강한 쪽으로 나타난다. 그러나 모든 동기 부여에 있어, 개인 간의 차이가 있다. 예를 들어 자존감이 높은 사람은 자기 향상을 선호하는 것 같지만, 자존감이 낮은 사람은 자기 보호를 하는 편이다. 이는 위험의 역할을 강조한다. 자기 향상(self-promotion)을 위하여 부정성으로부터 자신을 지키지 않는 것은 잠재적인 상실을 가져다 주지만, 자기 보호로부터는 무언가를 전혀 얻지 못하면서도 부정성의 피해를 입지도 않는다. 자존감 높은 사람은 위험을 감수하려는 성향이 보다 크기에 보다 위험한 자기 향상 전략을 선택하지만, 자존감이 낮거나 위험 감수 확률이 낮은 사람은 자기 향상과 자기 보호를 동시에 걸쳐 위험을 줄이려는 양다리걸치기(bet hedging)를 한다.

### 공적 대 사적
자기 고양은 사적인 상황 혹은 공적인 상황에서 발생할 수 있다. 공적인 자기 고양은 분명하고 긍정적인 자기 연출(self-presentation)이지만, 사적인 자기 고양은 개인 외에는 노출되지 않는다. 타인이 현존하는 공적 자기 고양은 자기 고양을 증진하거나 억제할 수 있다. 자기 고양이 항상 공적 상황에서 발생하지는 않지만, 그럼에도 사회비교(social comparison)와 같이 여전히 사회 세계를 통하여 영향 받기도 한다.

### 중심 대 주변
자기 고양의 잠재적 영역은 그러한 영역이 한 사람에게 얼마나 중요한지 혹은 중심적인지에 따라 다르다. 자기 고양은 한 사람에게 가장 중요한 영역에서 더 많이 발생하지만, 더 주변적이고 덜 중요한 영역에서는 상대적으로 덜 일어난다.

### 솔직함 대 전략적
자기 고양은 솔직하게(candidly) 혹은 전략적으로(tactically) 발생할 수 있다. 솔직한 자기 고양은 즉각적인 만족감이라는 목적을 달성하려 하지만, 전략적 자기 고양은 지연시킨 만족감으로부터 얻는 더 클 수 있는 이익을 불러올 수 있다.
공공연히 드러내는 자기 고양은 그에 대한 자기 고양보다 사회적으로 불쾌한 만큼, 전략적 자기 고양은 솔직한 자기 고양보다 선호되기도 한다. 나르시시즘(Narcissism)은 극단적인 솔직한 자기 고양의 예시이다.

## 유형
자기 고양은 임의로 일어나는 것이 아니다. 그것의 발생은 고도로 체계적일 수 있으며, 자기 인식을 부풀리는 목적을 달성하기 위하여 다양한 방식으로 발생할 수 있다. 중요한 것은, 우리가 자기 고양을 진행하고 있다는 것을 보통은 잘 모른다는 것이다. 자기 고양 과정을 안다는 것은 우리가 만들어 내고자 노력하는 겉모습(facade)을 두드러지게 하는 것으로, 우리가 인지하는 자기라는 것은 사실 우리의 참자기(actual self)가 고양된 버전이라는 것을 드러낸다.

### 자기 위주 귀인 편향
자기 고양은 사람들이 사회적 성과(social outcome)를 설명하고자 만드는 원인에 대한 설명에도 영향을 줄 수 있다. 사람들은 자기 위주 귀인 편향(self-serving attribution bias)을 보일 수 있다. 이는 긍정적 결과는 자신의 내적 성질을 원인으로 돌리지만 부정적 결과는 자기 통제를 벗어난 타인, 기회, 환경 등에 원인이 있다고 지목하는 것이다. 간단히 말하면, 자신의 성공에 대하여서는 자신의 공을 주장하지만 실패에 대하여서는 책임을 부인한다. 자기 위주 편향은 매우 강경하고, 공적 사적 영역에서 모두 발생하며, 솔직함이 우대받는 상황에서도 그러하다. 사람들은 자기가 개인적으로 간여하거나 지분이 있는 기원이나 사건을 설명할 때, 가장 많이 자기 편향 위주를 드러낸다.
도덕 위반(moral transgression)에 관한 설명은 유사한 자기 위주 패턴을 따르며, 집단 행동(group behaviour)에 대한 설명 역시 이와 같다. 궁극적 귀인 오류(ultimate attribution error)란 개인의 외집단(out-group)의 부정적 행동과 개인의 내집단(in-group)의 긍정적 행동을 그들의 본질에 필수적인 것, 다시 말해 외적 요소의 산물이 아닌 내적 성향(internal disposition)에 귀인할 수 있다고 보는 것이다. 이는 사회적 동일시(social identification)를 통하여 굴절된 자기 위주 편향의 작동을 반영하는 것이라 하겠다.

### 선택성

#### 선택적 기억
사람은 자신의 약함보다 강함을 선택적으로 기억하여 자기 고양을 하기도 한다. 이러한 선택적 망각 패턴은 기억적 무시(mnemic neglect)라고 말하기도 한다. 기억적 무시는 기억의 부호화(encoding), 인출(retrieval), 보존(retention) 과정에서 정보 처리 편향성을 반영할 수 있다.
- 부호화에서의 편향은 선택적 관심과 선택적 노출을 통하여 발생한다.
- 인출과 보존에서의 편향성은 선택적 회상을 통하여 발생한다.

기억적 무시의 역할은 특정 행동이나 특질의 성격에 의하여 강조되거나 감소된다. 예를 들어, 여러 행동에 관한 잘못된 피드백을 받은 후, 참가자는 부정적인 행동보다 긍정적인 행동을 더 많이 떠올리지만, 행동이 주변적인 것이 아닌 중심적인 특성을 예증할 때, 그리고 피트백이 타인이 아닌 자기에 관한 것일 때만 그러하다. 회상되어야 하는 정보가 성격 특성, 관계를 촉진하거나 훼손시키는 행동, 사회 행동(social act)의 빈도, 자서전적 기억일 때도 유사한 발견이 보인다.

#### 선택적 수용과 반박
선택적 수용(selective acceptance)은 정당성(validity)과는 상관 없이 자기를 기쁘게 하거나(self-flattering) 자아를 고양하는(ego-enhancing) 정보를 사실로 받아들이는 것과 관련 있다. 선택적 반박(selective refutation)은 비난을 신용하지 못하게 만드는 그럴듯한 이론을 찾는 것과 관련 있다. 실제 선택적 수용과 선택적 반박에 관한 좋은 예시는 다음과 같다. 선택적 수용은 대안을 고려하지 않고 잘 치룬 시험을 타당한 것으로 수용하는 행동이다. 반면 선택적 반박은 제대로 수행하지 못한 시험을 타당하지 못한 것이라고 여겨 거절하는 이유를 마음을 써 가며 찾는 것이다.
선택적 수용과 선택적 반박과 일치하는 것은 사람이 자기에게 오는 질책에 대하여서는 보다 비판적인 태도를 취하지만, 자기가 받는 칭찬에 대하여서는 보다 관대한 태도를 취한다는 관찰이다. 사람들은 자신에게 맞지 않는 정보에는 강하게 논쟁하지만, 자기에게 맞는 정보는 의심 없이 쉽게 받아들인다.

### 전략

#### 전략적 사회비교

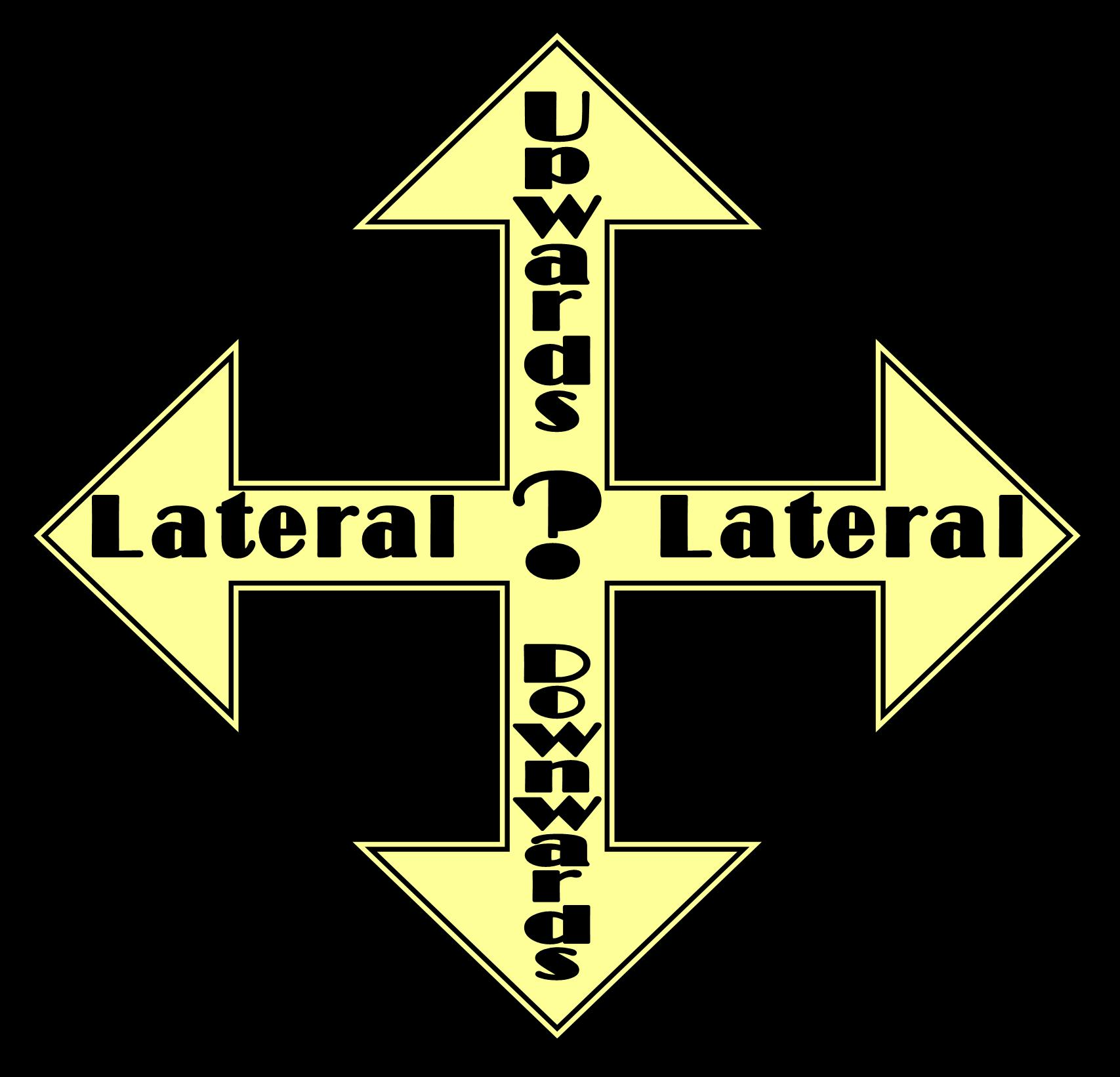
전략적 사회비교의 잠재적 방향

우리가 살고 있는 세계의 사회적 본질은 자기평가는 절대적인 자연 상태에서 발생할 수 없다는 것이다. 즉 다른 사회적 존재와 비교하는 것은 불가피하다는 것이다. 많은 사회비교는 환경의 결과로서 자동적으로 발생하는 것이다. 예를 들어, 같은 시험을 보는 이들끼리 지능에 대한 사회비교가 발생하는 것과 같다. 그러나 자기 고양 동기의 힘은, 자기와 타자를 비교하면서 자기에게 더 나은 결과를 주기 위한 주관적 시나리오 개발을 불러올 수 있다. 이러한 비자발적 사회비교는 자기 조절 전략(self-regulatory strategy)을 촉진한다.
자존감(self-esteem)은 열등한 타인과 우월한 타인 모두를 비교하여 이득을 주고 평가하는 결과를 완화한다. 자존감 높은 사람은 열등한 이들의 실패와 불운을 피하고 우월한 이들의 성공과 행운을 확보하는 것에 모두 낙관적으로 바라보는 경향이 많다.

##### 상향 사회비교
상향 사회비교(upwards social comparison)는 자기보다 우월하거나 더 낫다고 보는 사람에게 자신을 비교하는 것이다. 자기와 비슷하다고 느끼는 누군가에 대한 상향 사회비교는 자기와 타자의 성격의 동화(assimilation)를 통한 자기 고양을 야기할 수 있지만, 이는 다음과 같은 상황에서만 발생한다.
- 자기와 비교 대상 간의 틈이 너무 크지 않다.

- 비교하는 스킬이나 성공이 달성할 수 있다.[55]
- 비교 대상을 경쟁자로 인식한다.[56]

사회비교의 결과로서 동화가 발생하지 않으면, 영감을 주는 상향 비교로 이끌 대비(contrast)가 대신 나타날 수 있다.

##### 하향 사회비교
상향 사회비교가 가장 흔한 사회비교이지만, 사람은 때로 하향 사회비교(downwards social comparison)를 하기도 한다. 하향 사회비교는 자기보다 열등하거나 숙달이 덜 더었다고 인식하는 사람과 자기를 비교하는 것이다. 하향 사회비교는 그것을 통하여 획득하게 된 우월감으로 인하여 자아(ego)가 팽창된 상태인 자아방어(ego-defence) 형태로 작동한다.

##### 측면 사회비교
자기와 동등하다고 인식하는 사람에 대한 비교인 측면 사회비교(lateral social comparison) 역시 자기 고양이 될 수 있다. 내집단 구성원과의 비교는 낮은 자존감으로부터 자기를 보호할 수 있으며, 특히 내집단이 사회로부터 혜택받지 못하였을 때에 그러하다.

##### 자기 평가 유지 이론
자기 고양은 대인 관계 상황에서 개인의 능력 등급의 기능으로서 강해지기도 하고 약해지기도 하며, 이는 그 반대급부로서 대인 관계 태도와 행동에 영향을 준다. 다음 세 요소는 사람들이 내리는 자기 평가에 영향을 준다.
- 관계에 대한 밀접(Closeness of a relationship) : 자신의 실적을 타인과 비교할 가능성은, 타인과의 관계가 멀 때보다 가까웠을 때 더 그러하다.
- 특정 능력에 대한 사적 관련성(Personal relevance of a particular ability) : 어떤 영역(domain)이 자신과 무관하면 반성(reflection)이 일어나지만, 그 영역이 자신과 유관하다면 비교가 발생할 것이다.
  - 반성(Reflection) : 타인이 잘 하면 자신은 자기 고양(자부심)을 할 것이지만, 타인이 못하면 자기 비난(self-derogation)(수치심)을 할 것이다.
  - 비교(Comparison) : 타인이 잘 해내면 자신은 자기 비난(굴욕)을 할 것이지만, 타인이 못 해내면 자신은 자기 고양(승리)을 할 것이다.
- 능력 영역에서의 수행 정도

사람들은 자기 평가의 압박을 다루는 다양한 대처 전략을 적용한다.
- 뛰어난 친구와 파트너를 선택하지만, 자신이 하고 있는 영역과 같은 영역에서 뛰어난 건 아니다.[64]
- 개인적으로 관련된 영역에서의 타인의 실적을 향상시킬 가능성이 높은 정보는 주지 않는다.[65]
- 자기 개념을 바꿔 실적 영역의 관련성을 바꾸고, 따라서 반성과 비교 과정의 영향을 완화한다.[66]
- 심지어 영역 관련 과업의 어려움을 고의로 바꿔, 자신과 타인 간의 간극을 넓히거나 좁힌다.[67]

#### 전략적 해석
사람들이 자신과 자기 사회 세계를 이해하는데 사용하는 개념은 상대적으로 모호하다. 그 결과, 사회비교를 하거나 사회평가를 할 때, 사람들은 자기 고양을 위하여 이러한 개념의 의미의 해석(construal)을 쉽고 미묘하게 바꾼다. 전략적 해석(strategic construal)은 보통 다음의 부정적인 피드백을 높인다. 수많은 전략적 해석 사례가 있지만, 일부를 소개하면 다음과 같다.
- 사람들이 덕목이나 재능이라고 보는 것의 해석은 자신이 가지고 있는 속성에 따르며, 죄악이나 결점이라고 보는 것의 해석은 자신이 부족한 속성에 따른다.[70]
- 사람들은 자신이 병에 잘 걸린다고 암시 받으면, 성격 피드백이나 과학적 연구에 대하여 신뢰도가 낮다고 평가한다.[48][71]
- 게으른 사람은 나머지 세계를 이성적으로 적절하고 건강하다고 인식하는 반면, 운동을 자주 하는 사람은 자신의 활동성이 유일하고 독특한 속성이라고 본다.[72]
- 특정 영역에서 성취도가 낮은 사람은 성취도가 높은 사람의 성공을 뛰어나다고 인식할 가능성이 높으며, 이를 통하여 그들의 무능함의 수치를 낮춘다.[73]
- 사람들은 자신이 받은 절망적인 시험 성적을 더욱 심각하게 생각하며, 오랜 시간 생각하고, 그것을 사실로 인정하도록 신경 쓰며, 그것에 대하여 보다 회의적인 태도를 보인다.[50] 그러나 사람들은 타인의 시험 성적에는 똑같이 반응하지 않는다.[74]
- 연구가 사람들이 동일시하는 집단의 명성을 훼손한다면, 이들은 그 연구의 통계적 약점을 탐색한다.[75]
- 또한 전략적 해석은 보다 미묘할 수 있다. 사람들은 자의식 과장적(self-aggrandizing) 해석을 자기 속성뿐 아니라 타인의 속성에도 가하여 비교를 통하여 더 크게 보이게 하려 한다.

전략적 해석은 한 사람의 자존감을 가동하는 것으로 보인다. 긍정적 혹은 부정적 피드백 이후, 자존감 높은 사람들은 타인에 대한 자신의 인식을 바꾸는데, 보통은 자기 고양의 방면에서 타인이 가지고 있는 능력과 실적에 대한 인식을 변화시킨다. 그러나 자존감 낮은 사람들은 그렇지 않다. 자존감의 정도는 전략적 해석의 사용을 완화하는 것으로 보인다. 자존감 수준의 함수로서 작동하는 것은 물론, 전략적 해석은 또한 자존감의 정도를 보호하기도 한다. 예를 들어, 자신들에 대한 부정적인 문화적 태도로 인하여 학업 성취가 낮은 소수민족 집단 구성원들은 일반적으로 학업 성취에 대한 추구를 심리적으로 멀어지고 그것과 격리된다. 이들이 자존감 수준은 완화되지만, 이들의 장래 사회경제적 전망은 위태롭게 하는 것이다.
또한 전략적 해석은 타인의 성격을 부여한다고 여겨지는 범주들의 정도에도 영향을 준다. 사람들은 보통 자기 자신만이 가지고 있는 성격을 타인도 똑같이 공유하고 있다고 가정하는 일반적인 경향이 그것이다. 그럼에도 사람은 자신의 단점이 보편적이라고 과대평가하며 이를 신뢰하는데, 이는 합의성 착각 효과(false consensus effect)가 고양된 상태이다. 또한 자신의 강점이 보편적이라는 것은 과소평가하는데, 이는 반대로 독특성 착각 효과(false uniqueness effect)라고 한다. 사람들은 자신이 결점은 상대적으로 흔하지만, 자신의 스킬은 독특하다고 인식한다.

### 행동적 자기불구화
행동적 자기불구화(behavioural self-handicapping)는 과업 실적으로부터 나오는 평가 영향을 줄이고자 과업의 성공으로 가는 경로에 장애물을 세우는 행동을 말한다.
이는 두 가지 방식으로 자기 고양이 발생하도록 한다.
- 감가(discounting) : 실패 사례에서 자신이 세운 장애물을 실패의 원인으로 돌림으로서 자기불구화는 자존감을 지킬 수 있다.
- 증강(augmenting) : 성공 사례에서 자신이 세운 장애에도 불구하고 성공의 원인을 자신에게 돌림으로서 자기불구화는 자존감을 높일 수 있다.

자존감 낮은 사람은 무능하다고 인식될 것을 피하기 위하여 자기 보호 경로로서 감가를 선택하지만, 자존감 높은 사람은 자신이 유능하다라는 것을 고양시키고자 자기 향상의 수단으로 증강을 선호하다. 자기불구화는 대체로 사적인 성취에서 발생하는 행동이지만 공적 상황에서 확대된다. 그러나 자기불구화는 사회적 상황에서 위험도가 매우 높다. 만약 알아차려지면, 그것을 사용하는 이는 타인의 부정적인 평가와 비난을 맞이하게 된다.
| 행동적 자기불구화를 촉진하는 요소 | 행동적 자기불구화를 촉진하는 요소                                                                             |
| --------------------------------- | --- |
| 과업 친숙성(Task familiarity)     | 유사한 과업에 대한 제한적인 통제만을 발휘한 경험으로 인하여 긍정적인 결과를 얻을 수 있는 능력에 대한 불확실성 |
| 과업 복잡성(Task complexity)      | 과업의 복잡성에 대한 매우 고정되고 굳건한 의견을 고수                                                         |
| 불안정성(Insecurity)              | 전반적으로 불안정한 자기감으로 긍정적 결과를 얻는 능력에 대한 불안정성                                        |
| 신념(Belief)                      | 향상은 물리적으로 가능하다는 믿음을 고수                                                                      |
| 중요성(Importance)                | 발생하는 자기불구화를 위하여, 과업이나 평가가 자기에게 중요하다는 것                                          |
| 피드백(Feedback)                  | 부정적 피드백은 자아(ego)에 가해진 손상이 낫게 하는 만큼, 부정적 피드백은 자기불구화의 개연성을 보다 높임     |
| 신경증(Neuroticism)               | 신경증이 높으면 감가를 촉진함                                                                                 |
| 성실성(Conscientiousness)         | 성실성이 낮으면 자기불구화 경향이 올라갈 수 있음                                                              |

자기 고양의 원인에도 불구하고, 자기파멸(self-defeating)이라는 최종 결과는 똑같다. 과업 결과물이나 평가의 온전함 및 질은 결과의 의미가 더욱 동의 가능한 것으로 보이도록 타협된다. 행동적 자기불구화는 적극적인 자기기만(self-deception)의 좋은 사례이다.
과업 실적이 사람들에게 중요한 반면, 때로는 사람들은 역설적으로 과업 실적을 방해하기 위한 방식으로 행동하기도 한다. 그것은 편리한 변명을 만들어 형편 없는 성과를 낸 것에 대한 수치심으로부터 보호하려 하거나(감가), 역경이 있었음에도 불구하고 성공을 이뤄내어 자만심(conceit)의 근거를 만들도록 자신을 고양(증강)하기 위해서다. 게다가 자기불구화는 의도치 않게 불리한 결과를 낳을 수 있다. 자기불구화는 긍정적인 자기관을 유지하게 하지만, 반대로 자기불구화는 객관적인 성취를 해한다는 희생을 치룬다. 자기불구화 전략을 자주 사용한다는 학생들은 그러한 효과를 매개하고자 시험 준비를 부실하게 하여 자신의 소질이나 적성에 관하여 성취도를 제대로 보이지 못한다.
결국, 부실한 과업 실적이 나올 가능성에 꾸준히 대비하는 이들은 그만큼 감가 전략을 덜 사용한다.

## 결과
자기 고양 전략의 효과는 사람들이 타인보다 더 긍정적인 특성을 가지고 있고 더 긍정적인 미래 전망을 지니고 있다고 자신을 평가하는 경향을 보인다.

### 자기 고양 삼각형
사람들은 일반적으로 자기에 대한 비현실적인 긍정적인 관점을 지닌다. 이러한 우쭐대는 관점은 긍정적 환상의 삼각형(Triad of Positive Illusions)으로 알려져 온 것 안에서 명확하게 범주화될 수 있다. 문제의 세 환상은 평균 이상 효과(above-average effect), 통제의 환상(illusions of control), 비현실적 낙관주의(unrealistic optimism)이다. 이러한 환상은 많은 상황에서 복제되며 교정에 대한 저항이 매우 크다. 보다 모순되게, 이러한 환상의 존재에 대하여 말하면, 사람들은 자신이 타인 보다 그런 경향이 적다고 생각한다.

#### 평균 이상 효과
평균 이상 효과(better-than-average-effect)는 평균 이상 효과(above-average effect)의 가장 흔한 예시이다. 가장 큰 효과로, 자기와 태자가 판단되는 근거가 확인 되었을 때에도 자기는 보다 우호적으로 인지된다는 사실을 통해 입증된다. 자기와 가까운 것들 역시 평균 이상 효과의 우월성이라고 인식하는 것을 떠맡는다. 사람은 자기의 가까운 관계와 사적 소유를 타인의 그것보다 높게 평가한다. 그러나 결과가 매우 숙달되어야 할 수 있다고 인지하는 부분에서, 사람들은 지나치게 조심하게 행동하고 평균 이하 효과(worse-than-average effect)를 보인다. 예를 들어, 대부분의 사람들은 외발자전거 타기 능력에 있어 자신이 평균 이하라고 평가할 것이다.

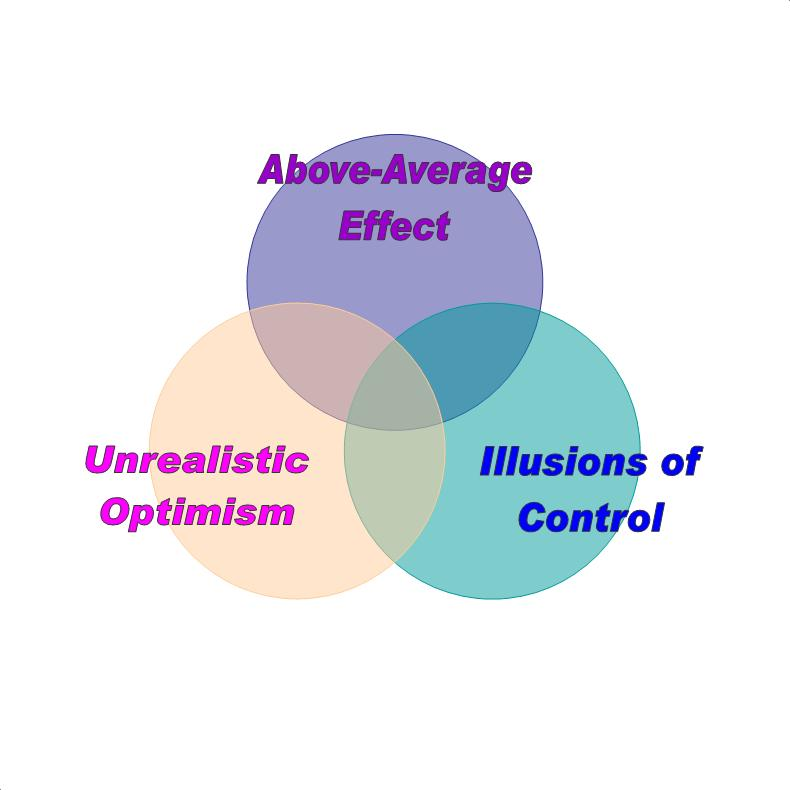
자기 고양 삼각형의 세 구역

평균 이상 효과의 환상적 본질은 모든 사람이 평균 이상일 수는 없다(그렇지 않으면 평균은 평균이 아닐 것이다!)는 사실에서 온다. 자신이 대부분 사람들보다 낫다고 평가하는 사람들 대부분은 그 말이 그다지 그럴듯하지 않은 듯하고, 일부 상황에서는 100% 불가능하다. 대칭 분포(symmetrical distribution) 즉 산술평균(mean) = 중앙치(median) = 최빈수(mode)를 보이는 곳에서, 세 평균치 가운데 어떤 것도 취해지기 때문에, 모두가 50분위에 똑같이 해당하기에, 대부분의 사람들이 평균 이상이라는 것은 통계적으로 불가능하다. 비대칭 분포(non-symmetrical distribution) 즉 '산술평균 < 중앙치 < 최빈수' 혹은 '최빈수 < 중앙치 < 산술평균'에서, 중앙치가 50분위 혹은 데이터 중앙점에 해당하기에, 평균이 중앙치로 잡힐 때 대부분이 평균 이상이라는 것은 통계적으로 불가능하다. 그러나, 산술평균이나 최빈수로 평균이 잡히는 비대칭 분포에서, 평균 이상 효과는 통계적으로 그럴듯 할 수 있다. 일부 상황에서 사람들 대부분은 평균 이상일 수 있다.
사람들은 평균 이상 효과로서의 자기 고양을 다양한 방식으로 바라본다. 사람들은 긍정적 혹은 바람직한 결과를 낳은 과업에 있어서는 평균 이상인 척하고, 부정적 혹은 바람직하지 못한 결과를 낳은 과업에 있어서는 평균 이하인 척한다.
광범위한 평균 이상 효과의 문서화된 예시는 다음과 샅은 관찰 사실을 포함한다.
- 대부분의 대학생은 사교 능력(social grace), 운동 기량, 리더십 능력 발휘에 있어 자신을 50분위에서 한참 이상이라고 평가한다.[104][105][106]
- 문법과 논리학 영역에서 12분위를 달성한 학생도 자신은 62분위 달성에 해당한다고 생각한다.[107]
- 대학교수 94%는 자신이 평균 이상 교수 능력을 가지고 있다고 믿는다.[108]
- 영국과 미국 대학생은 자신이 평균 이상의 운전 실력을 가지고 있다고 평가한다.[109] 사고 후 입원한 운전자들조차 자신이 평균 운전자보다 실력이 나쁘지는 않다는 믿음을 고집한다.[110]
- 평균 이상 효과를 알려주었을 때, 사람들은 자기를 타인보다 이러한 편견에 덜 영향을 받는다고 생각한다.[111]

#### 통제의 환상
사람들은 결과와 우연성에 갖는 통제 수준을 과평가하며, 자신의 행동이 실제로 영향력을 끼치지 않을 때도 영향력이 있다고 평가한다. 또한 사람들은 특히 이런 시스템이 흔히 스킬에 기반한 과업에 관련된 특징을 가지고 있을 때에도, 복권과 같이 자신이 본질적으로 임의적인 시스템의 결과에 영향을 끼칠 수 있다는 명백한 확신에 서 있다. 행동과 결과 사이에서 우연성의 정도가 존재할 때도, 사람들은 여전히 우연성 강도를 과평가하고 신뢰한다는 것이다.

#### 비현실적 낙관주의
사람들은 자신의 삶이 비슷한 타인의 삶에 비하여 긍정적인 경험은 많고 부정적인 경험은 적다고 믿는다. 사람들은 연인이나 절친한 친구와 같이 가깝게 연결된 다른 이들과 같은 비현실적인 낙관주의를 가지고 있지만 그 정도는 약하다.
비현실적인 낙관주의는 많은 상황에서 사람의 행동과 믿음에 드러나게 된다. 사람들은 미래를 예측하는 능력을 과대평가하고, 다양한 과제를 완수하는데 걸리는 시간은 과소평가한다. 또한 사람들은 자신의 사회적 예측의 정확도를 과대평가하고, 또한 개인의 긍정적 결과에 높은 가치를 부여하고 부정적 결과에 낮은 가치를 부여하고자 가능성 부사(probability adverb)를 해석한다. 다소 놀랍게도 흡연자들은 비흡연자는 물론 다른 흡연자와 비교하였을 때 자신에게 암이 발생할 위험성을 과소평가한다.

### 개인의 이익과 희생
자기 고양이 적응적(adaptive)인지 부적응덕(maladaptive)인지는 논쟁이 있다. 자기 고양의 단독 작동화(operationalisation)는 다양한 동기에 영향을 받을 수 있으며, 따라서 긍정적 부정적 결과 모두와 동등할 수 있다. 자기 고양과 자기 말소(self-effacing)를 잘못 인식하는 이들은 학업 성취도가 낮고 이후의 실적 역시 낮다. 이는 문화에 있어 보편적으로 드러난다. 확실히 자기 고양을 우울증과 연결 짓는 추정은 잘못된 것이다.
- 만약 자기 고양이 자신에 대한 판단을 타인에 대한 판단보다 긍정적인 것으로 만드는 것이라 한다면, 그 결과는 좋게 나올 빈도가 높다.[126][127]
- 만약 자기 고양이 자신에 대한 판단을 타인이 내리는 판단보다 긍정적인 것으로 만드는 것이라 한다면, 그 결과는 불리할 때가 있다.[128][129]

자신이 타인을 평가하는 것보다 자신이 자신을 평가하는 것이 더 긍정적으로 하는 것은 연구자들이 자기 고양이라고 보지 않기 때문에, 자기 고양 측정에 어떠한 정의가 더 나은지는 논의가 이뤄져 왔다.
일부 연구에서 자기 고양은 양질의 정신 건강과의 강력한 양적 관련(positive link)을 갖는다고 입증되어 왔다. 나쁜 정신 건강과는 관련성이 다르다. 또한 자기 고양은 사회적 비용(social cost)을 갖는다. 9.11 테러 사건의 생존자 사이에 회복력을 올리면서, 자기 고양을 한 사람은 사회 적응 능력과 솔직함이 저하되었다고 친구와 가족들로부터 평가받는다.

## 제약조건

### 타당성
자기 고양은 근거의 모호성(vagueness) 혹은 양가성(ambiguity)에서 활발하게 일어난다. 기준이 엄격하게 정의되는 곳에서 자기 고양은 보통 감소한다. 예를 들어, 정의되는 특성의 명료성(clarity)과 정의(definition)가 증가하면서 평균 이상 효과는 줄어든다. 어떤 행동이나 특성이 현실에 적합하다고 입증하는 것이 쉬워질 수록, 그 특성이 자기 고양으로 이어지는 것은 더 줄어들 것이다. 현실 세계의 근거가 주어지면, 그 특성에 대한 자기 고양이 발생할 정도로 특성이나 성격의 타당성(plausibility)은 이를 완화시킨다. 바람직한 특성이 선택적으로 소환되는 경우는 실제 개인이 이런 특성 위에 서있는 입지에 의하여 완화된다.
타당성이 자기 고양의 영향을 줄일 때, 내키지는 않더라도 바람직하지 못한 근거는 종종 수용될 것이다. 문제시 되고 있는 근거에 대한 모든 가능한 해석이 이뤄질 때 이러한 일은 발생한다. 내키지 않는 수용의 이유는, 그렇지 않을 경우에 발생할 부적합한 자기 확대(self-aggrandizement)가 수용을 차단하는 배경에 있는 효과적인 사회적 기능(social functioning)을 유지하고 있기 때문이다. 사람들은 잘 해낼 수 있는 한, 자기 고양을 계속해 나갈 것이다.
자기 고향의 편향이 이용될 수 없기 때문에 타당성이 자기 고양에 가하는 억제가 있다. 자기 고양은 합리성(rationality)이 전제될 때만 발생한다. 자기 고양을 인정하는 것은 한 사람이 낼 수 있는 결론, 그리고 그렇게 하여 도출된 겉모습을 믿을 수 있는 가능성의 토대를 완전히 무너뜨리는 것이다. 합법적이고 합리적인 절차에 따라 실제로 입증이 가능하고 신뢰하고 인정할 수 있는 발전의 움직임으로서 자기 고양은 기능하기 때문이다.

### 기분
긍정적 부정적 기분(mood) 모두 자기 고양 동기의 존재를 줄일 수 있다. 기분이 자기 고양에 주는 효과는 자기 고양 전술의 사용을 더 힘들게 하는 부정적 기분과 그 전술 사용을 필요하게 만드는 긍정적 기분으로 우선 설명 가능하다.
긍정적 기분의 발생은 부정적인 진단 피드백을 받을 수 있게 한다. 이전의 성공은 기분을 올리기 위하여 이런 긍정적인 피드백을 받기를 기대할 수 있다는 것으로 바라보게 된다.
우울은 자기 고양 동기의 감소를 잘 보여주는 근거가 된다. 우울증 환자는 우울증이 없는 대조군에 비하여 부정적 피드백에 대한 반응으로 자기 고양을 덜 하게 된다. 우울 성향은 말 그대로 겸손함(modesty)을 고양하는 방식으로, 자기가 자기의 장점을 평가하는 것과 중립적인 관찰자가 자기를 평가하는 것의 괴리를 줄인다. 통제의 환상은 울적함(melancholy)으로 완화된다. 그러나, 우울증 환자의 자기 평가가 중립적인 관찰자의 평가와 비슷하지만, 일반인의 자기 평가는 우울증 환자의 자기 평가보다는 친구나 가족의 평가와 비슷하다.

### 사회적 맥락과 관계
자기 고양 동기가 드러나는 것은 많은 사회적 상황에 따라 다르며, 대인 관계는 그 상황들 속 사람들과 공유한다. 다음 사회적 맥락 속에서 여러 자기 고양은 구체화될 수 있다.
- 가깝고 유의미한 타인과의 상호작용 동안 자기 고양 동기는 더 약해진다.
- 친구(혹은 이전에 친분으로 다소 친해진 낯선 사람)이 어느 한 과업에서 협력할 때, 이들은 자기 위주 귀인 편향을 드러내지 않는다.
  - 그러나 가볍게 아는 사이나 완전히 낯선 사람은 자기 위주 귀인 편향을 보인다.[135]
  - 어느 한 관계에서 자기 위주 편향은 드러나지 않지만, 신뢰를 배신한 관계에서는 자기 위주 편향이 회복된다. 이는 관계에서의 만족이 역으로 신뢰에 대한 배신과 도 관련된다는 것에 해당한다.[144]
- 상호 애호(mutual liking)와 호혜성 기대(expectation of reciprocity)는 타인의 존재에서 상냥함(graciousness)이 나타나도록 한다.[145]
- 사람들은 낯선 사람 앞에서 자기를 자랑스럽게 드러내려 하지만, 이러한 경향은 친구 앞에서는 사라진다.[136]
- 일반적으로 자기와 친한 타자는 더 멀리 있는 타인보다 더 높게 평가된다.[146]

### 문화
심리적 기능은 문화 영향에 의해 완화된다. 자기 고양에 관한 문화 특정 관점을 지지하는 근거는 많이 있다.
| 서구 유형                                                     | 동양 유형                                         |
| ------------------------------------------------------------- | ------------------------------------------------- |
| 내적의존(intradependence) 우선                                | 상호의존(interdependence) 선호                    |
| 개인주의(individualist) 가치 중시                             | 집단주의(collectivist) 가치 중시                  |
| 자기 가치를 비교적 높이 평가                                  | 자기 가치를 비교적 낮게 평가                      |
| 내적 속성(internal attribute) 강조                            | 관계 속성(relational attribute) 강조              |
| 자기 비판(self-criticism)을 흐리게 하는 자기 고양             | 자기 고양을 흐리게 하는 자기 비판                 |
| 자발적으로 자기 묘사(self-description)를 비교적 긍정적으로 함 | 자발적으로 자기 묘사를 비교적 부정적으로 함       |
| 자기비난성 사회비교를 비교적 덜함                             | 자기비난성 사회비교를 비교적 더함                 |
| 미래에 대한 비교적 비현실적으로 낙관적 관점 견지              | 미래에 대한 비교적 덜 비현실적인 낙관적 관점 견지 |
| 자기 위주 귀인 편향을 보임                                    | 자기 위주 귀인 편향을 안 보임                     |
| 자기 비판을 통한 자기 향상에 대한 욕구가 약함                 | 자기 비판을 통한 자기 향상에 대한 욕구가 강함     |
| 학급 친구보다 좋은 성적을 내길 바람                           | 학급 친구보다 좋은 성적을 내길 꺼려함             |
| 부정적 피드백을 반사적으로 무시                               | 부정적 피드백을 쉽게 인지                         |
| 첫 성공 이후 더 고집                                          | 첫 실패 이후 더 고집                              |
| 성공한 과업이 가장 판단 근거가 됨                             | 실패한 과업이 가장 판단 근거가 됨                 |
| 성격 대부분에 대한 자기 고양                                  | 성격 일부분에 대한 자기 고양                      |
| 개인주의적 속성에 대한 자기 고양                              | 집단주의적 속성에 대한 자기 고양                  |

자기 고양은 대체로 동양보다 사회적 유대가 느슨한 서구 문화에 국한된 현상처럼 보인다. 이는 관계상의 가까움을 자기 고양의 억제 요소로 강조하는 임상적 근거와도 일치한다. 가능한 자기(possible self)를 향한 소망으로서의 자기 향상(self-improvement) 동기는 또한 독립적 문화와 상호의존적 문화에서 모두 다양한 심리적 절차를 완화할 수 있다.
그럼에도 자기 고양에 완전히 상호의존적 문화가 결여되어 있지 않다는 표지가 있다. 중국의 초등학생들은 스스로를 유능하다고 평가하고, 대만의 피고용자들은 자신의 고용자보다 호감을 준다고 평가하는데, 이는 동양 문화권에서 보이는 자기 고양의 경향이다.
자기 고양에서 눈에 띄는 문화적 차이점에 대한 한 가지 가능한 설명은, 동기의 강도때문이 아니라, 얼마나 자기 뜻대로 혹은 전략적으로 자기 고양 동기에 따라 행동하는지에 따라 보이는 차이점을 통하여 이런 문화적 차이가 나타날 수 있다는 것이다. 대안적으로, 개인이 문화적으로 부여되는 역할을 수행하려고 노력하는 만큼 이들이 중시하는 성격 차원에서, 자기 고양은 표상될 수 있다는 것이다.
자기 고양이 보편적인지 서구 문화에 특정적인지 하는 문제는 콘스탄틴 세디키데스(Constantine Sedikides)와 스티븐 하인(Steven Heine) 두 연구자의 저서에서 논쟁되어 왔다. 세디키데스는 자기 고양이 보편적이며 각 문화마다 자신의 문화에 중요한 영역에서 자기 고양을 한다고 주장한다. 반면 하인은 자기 고양이 대부분 서구적 동기라고 주장한다.

### 기타 동기
자기 고양은 우세한 자기 평가 동기(self-evaluation motive)라고 하기에는 과장된 부분이 있다. 자기 평가 동기 간에 구별에 관한 논쟁점이 많으며, 자기 고양 이외의 동기들이 우선되는 경우도 있다.
1. 자기 평정(self-assessment) 동기는 사회적 상호작용에서 각 접근 방식에 대한 상대적 적응성(relative adaptiveness) 때문에 자기 고양 동기와 대비되기도 한다.
2. 자기 검증(self-verification) 동기는 그것이 비합리적으로 보일 때도 있는 만큼 실행 불가능한 것으로 자기 고양 지지자가 반대하기도 한다.
3. 자기 향상(self-improvement) 동기는 자기 고양 동기가 물리적으로 나타나는 것, 즉 바라는 긍정적인 자기관을 달성하는 행동으로 여겨지기도 하다. 자기에 관한 진실이 나쁘게 되거나 다양하게 나타날 때, 그것이 모든 동기를 동시에 충족하기에는 적합하지 않다는 것이 점진적으로 나타난다.

자기 향상을 제외한 자기 평가(self-evaluation) 동기들을 비교하고자 하면, 자기 반성(self-reflection)을 사용한다. 참가자는 자신이 가장 스스로에게 묻고 싶은 문제를 고르도록 요청되는데, 이는 이들이 특정한 성격 특성을 소유하고 있는지를 결정하기 위해서이다. 전반적으로 사람들은 자기 평정이나 저기 입증하는 것보다 자기 고양을 더 많이 한다. 사람들은 중심적 부정적 특성보다 진단성(diagnosticity) 높은 중심적 긍정적 특성에 관한 질문을 선택하였고, 부정적 질문보다 중심적 긍정적 질문에 '예'라고 더 빈번히 답하였다. 또한 사람들은 자기 평정보다 자기 검증을 더 많이 하였고, 상대적으로 불확실하고 주변적인 특성보다 상대적으로 확실하고 중심적인 특성에 관한 질문을 더 많이 선택하였다.

### 기타 요소
- 인지 부하(Cognitive load) : 인지 부하가 크게 걸린 상황이면, 거의 본능에서 우러나오는 것처럼 자기 고양 경향이 높아진다. 사람들은 긍정적 특성을 소유하는 것을 동의하는데 더 빠르고, 부정적 특성을 소유하는 것을 거절하는데 더 느리다.[174][175]
- 수정가능성(Modifiability) : 특성이나 성격이 불변하다고 판단되면, 사람들은 수정 가능한 특성을 인지하는 경우에 비하여 자기 고양을 더 많이 한다.[176]
- 진단성(Diagnosticity) : 특성이나 성격이 높게 진단할 수 있다고 판단되는 경우, 사람들은 자기 고양을 시도하는 과정에서 오류가 발생하여 신경증이라고 알아차릴 것을 두려워하여 자기 고양을 덜 하게 된다.[135][136]

## 같이 보기
- 자기동일성
- 개인주의 문화
- 후광 반사 효과(Basking in reflected glory)
- 기억
- 자기 통제(Self-control)
- 자기 범주화 이론(Self-categorization theory)
- 자기 결정 이론(Self-determination theory)
- 자기 평가 유지 이론(Self-evaluation maintenance theory)
- 자기 인식(Self-knowledge)

## 더 읽기
- Edward Chin-Ho Chang: Self-Criticism and Self-Enhancement. American Psychological Association, 2008 ISBN 978-1-4338-0115-0
- Hogg, Michael A.; Cooper, Joel (2003), 《The Sage Handbook of Social Psychology》, Sage, ISBN 978-0-7619-6636-4
- Mark R Leary & June Price Tangney: Handbook of Self and Identity. Guilford Press, 2005 ISBN 978-1-59385-237-5

## 참고문헌
- Baumeister, Roy F. (1999), 《The Self in Social Psychology》, Psychology Press, ISBN 978-0-86377-572-7
- Hogg, Michael A.; Vaughan, Graham M. (2008), 《Social Psychology》, Pearson Education, ISBN 978-0-13-206931-1
- Kunda, Ziva (1999), 《Social Cognition: Making Sense of People》, MIT Press, ISBN 978-0-262-61143-5, OCLC 40618974